# باريانسسترس لونغيبينيس
باريانسسترَس لونغيبينيس (بالإنجليزية: Baryancistrus longipinnis) هو نوع من الأسماك ينتمي إلى فصيلة اللوركاريات (Loricariidae)، وهي مجموعة من السمك السلوري المدرع.

## التوزيع
تم تسجيل هذا النوع في البرازيل، وهو مستوطن في نهر توكانتينز الواقع ضمن حوض الأمازون. يعيش في المياه العذبة ويتواجد غالبًا في البيئات النهرية ذات التيارات القوية.

## السمات
ينتمي هذا النوع إلى جنس Baryancistrus، الذي يتميز بزعانف صدرية وظهرية طويلة نسبيًا وجسم مغطى بصفائح عظمية. كما يشتهر بألوانه المموهة التي تساعده على الاختباء بين الصخور وقاع الأنهار.

## الطول
يصل طول Baryancistrus longipinnis إلى حوالي 20 سنتيمترًا (حوالي 7.9 إنشات) عند البلوغ.